# Triepeolus rufoclypeus
Triepeolus rufoclypeus är en biart som först beskrevs av Fox 1891.  Triepeolus rufoclypeus ingår i släktet Triepeolus och familjen långtungebin. Inga underarter finns listade i Catalogue of Life.